# Си, Эллиот Маккей
Эллиот МакКей Си, мл. (англ. Elliot McKay See Jr.; 23 июля 1927 — 28 февраля 1966) — американский инженер и лётчик-испытатель. В 1962 году был отобран в отряд астронавтов второго набора НАСА. Погиб в авиакатастрофе во время подготовки к своему первому космическому полёту в качестве командира основного экипажа космического корабля «Джемини-9». Увековечен в скульптурной композиции «Павший астронавт» на Луне.

## Биография
Родился и вырос в Далласе, штат Техас. В 1945 году окончил общественную среднюю школу (Highland Park High School). Принимал активное участие в молодёжной организации бойскауты Америки. В 1949 году окончил Академию торгового флота США и получил степень бакалавра наук.
С 1 сентября 1949 года работал в Бостоне в авиационном газотурбинном подразделении GE компании «Дженерал электрик», в которой работал его отец. Затем, вместе с подразделением переехал в Цинциннати, штат Огайо. В 1953—1956 годах проходил службу в морской авиации США. После демобилизации вернулся на работу в «Дженерал электрик», где испытывал двигатели на различных самолётах. Был инженером по лётным испытаниям, руководителем группы и лётчиком-испытателем. Выполнял полёты на самолётах: реактивных истребителях F-86, F-104, F11F-1F, RB-66, F4H и T-38. Общий налёт к моменту зачисления в отряд астронавтов составлял 3700 часов, из них более 3000 — на реактивных самолётах.
В 1962 году в Калифорнийском университете в Лос-Анджелесе защитил степень магистра по машиностроению.

## Космическая подготовка

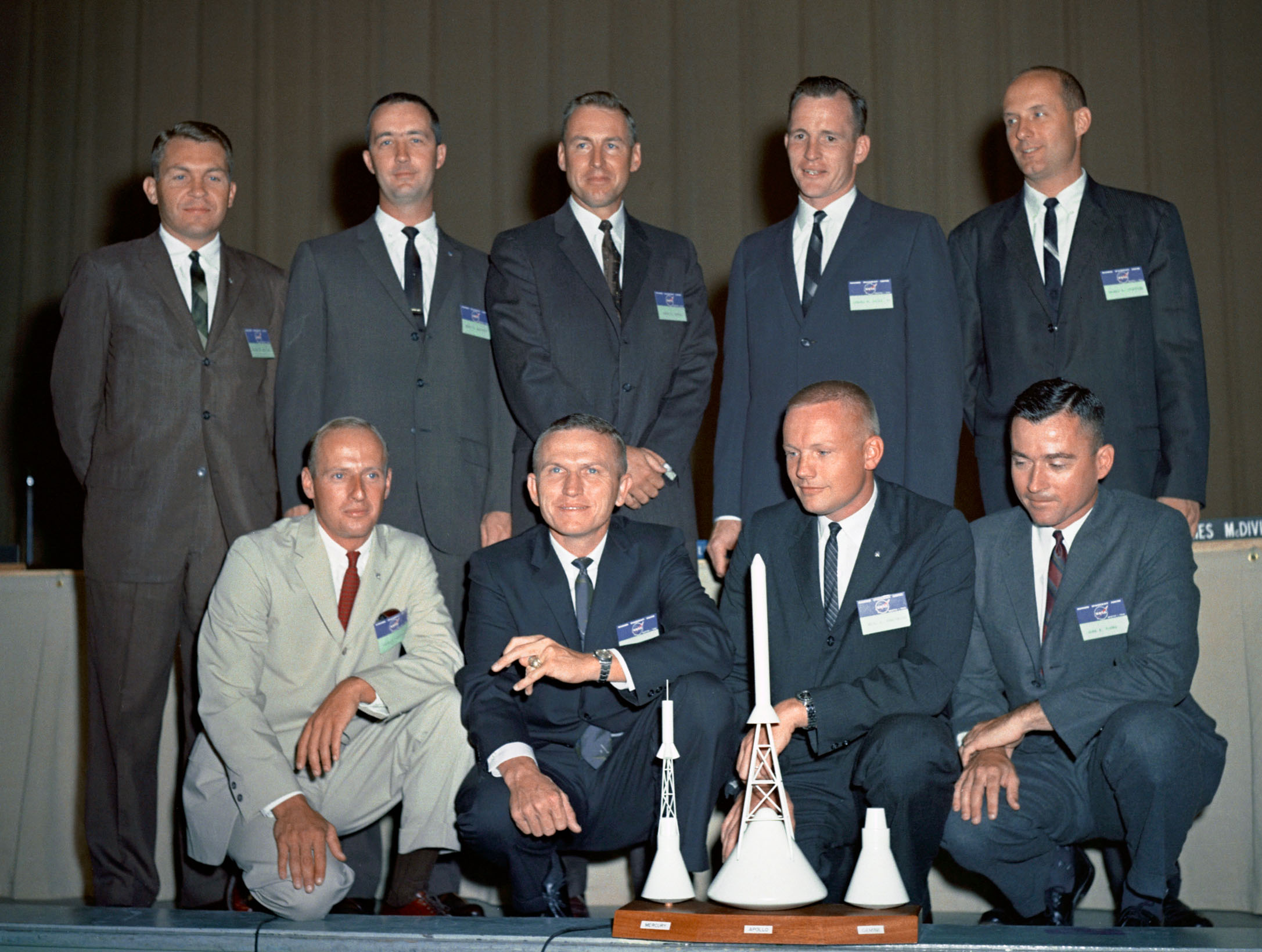
Группа астронавтов второго набора НАСА. Первый ряд: Чарльз Конрад, Фрэнк Борман, Нил Армстронг и Джон Янг. Второй ряд: Эллиот Си, Джеймс Макдивитт, Джеймс Ловелл, Эдвард Уайт и Томас Стаффорд (1962, сентябрь)

17 сентября 1962 года одним из девяти кандидатов был зачислен в отряд астронавтов НАСА второго набора. Эллиот Си так описывал своё впечатление о зачислении в отряд астронавтов: «Ошеломлён — не то слово. Я был удивлён и, конечно, доволен. Это очень большая честь». Э. Си прошёл полный курс космической подготовки. 26 января 1963 года был назначен осуществлять мониторинг проектирования и разработки систем наведения и навигации космических кораблей, в мае — участвовал в исследовании и тестировании тренажера ручного управления пилотируемого космического полета в Далласе. В апреле 1964 года Эллиот Си вместе с астронавтом Эдвардом Уайтом участвовал в обсуждении возможности сближения и определения места стыковки космических кораблей «Аполлон». Входил в группу астронавтов, отобранную для полётов на космических кораблях «Джемини» и «Аполлон».

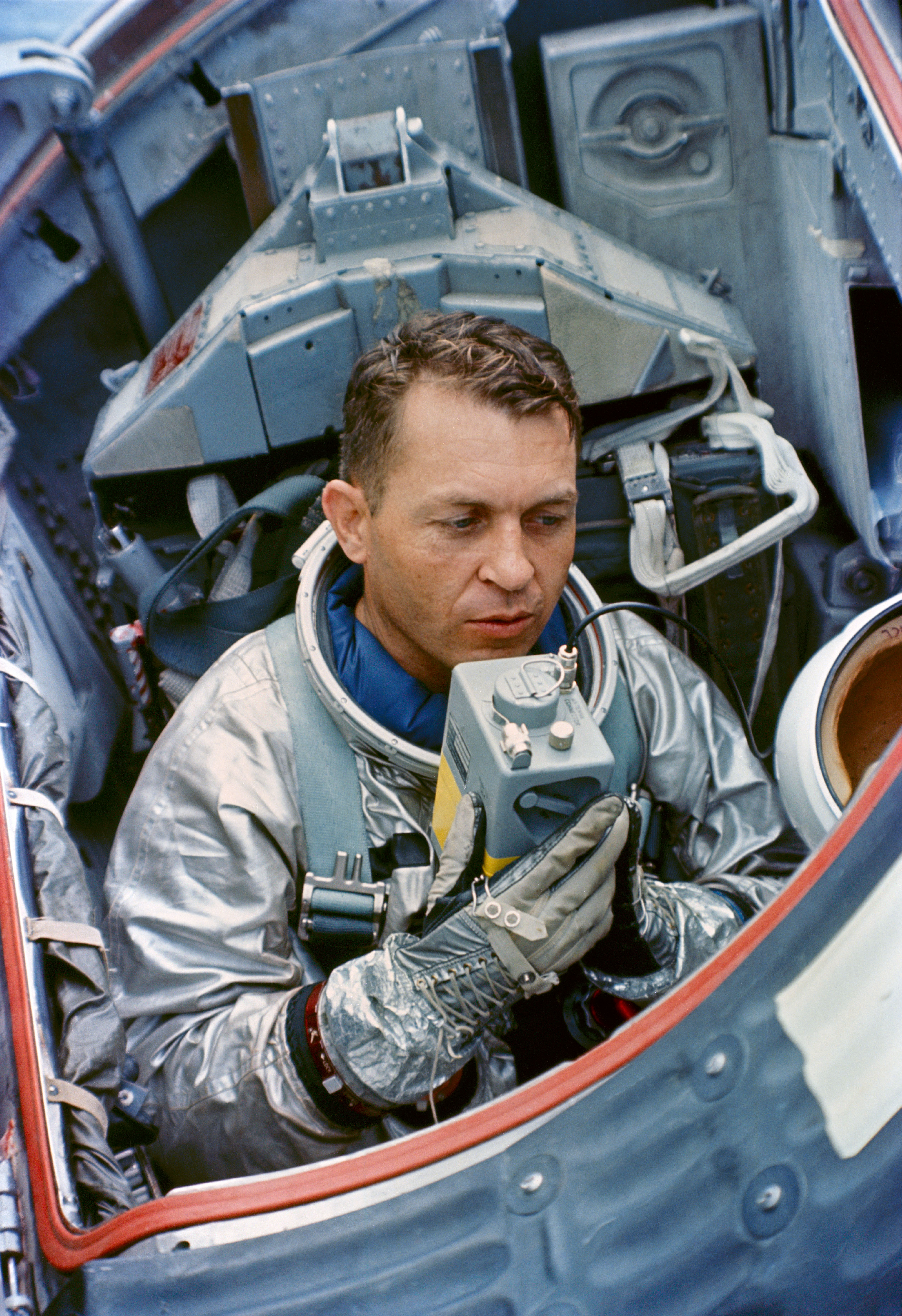
Э. Си в корабле «Джемини» на морских тренировках (16 июля 1965)

8 февраля 1965 года вместе с Нилом Армстронгом был назначен дублёром экипажа «Джемини-5». Они стали первыми гражданскими лицами, отобранными для потенциального космического полета. В июле 1965 года прошёл тренировки в Мексиканском заливе по действиям астронавтов при приводнении космического корабля «Джемини». Э. Си был назначен вторым пилотом в основной экипаж «Джемини-8», но затем определён командиром основного экипажа корабля «Джемини-9» (вместе с ним должен был лететь пилотом астронавт Чарльз Бассетт).

## Гибель

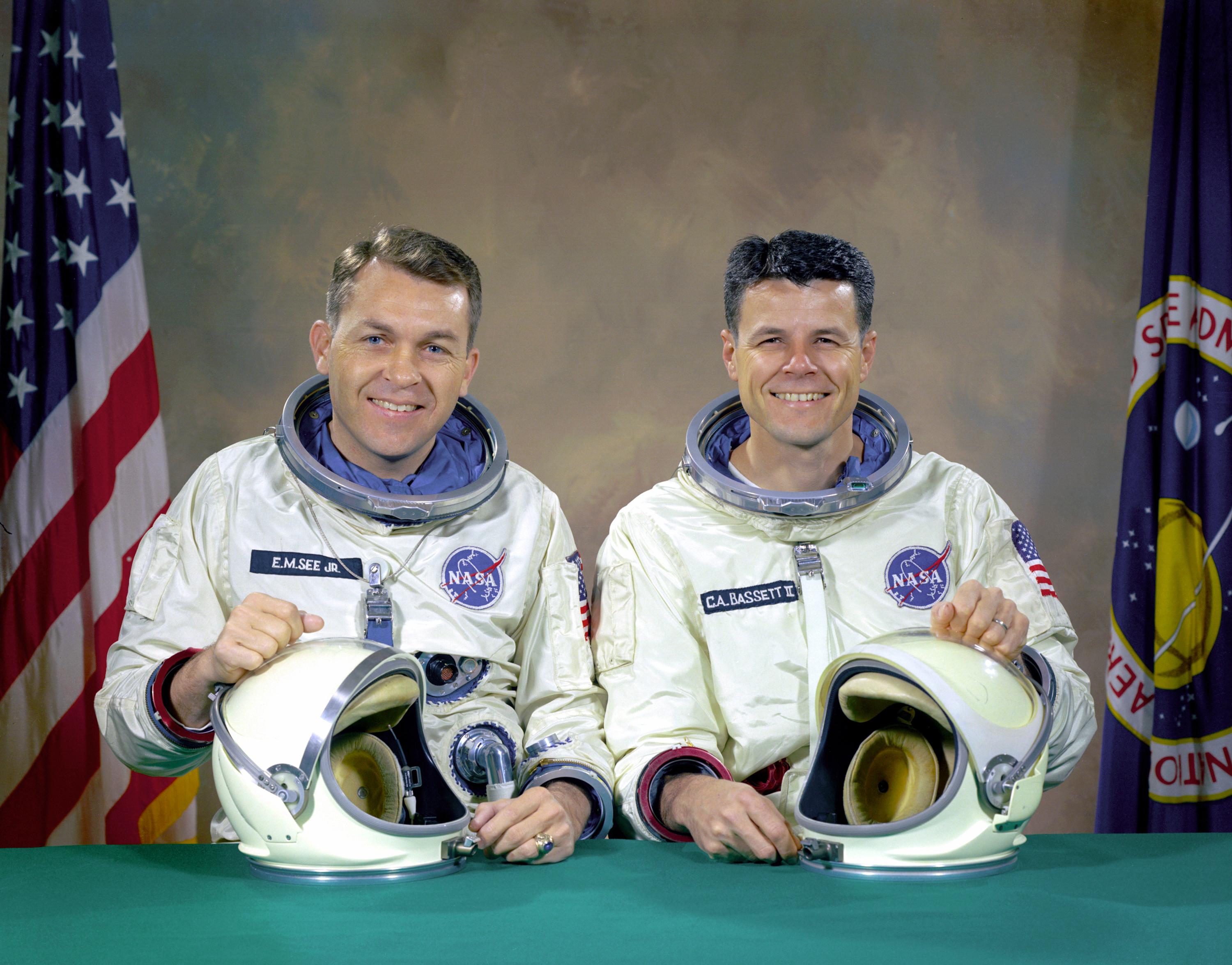
Астронавты Эллиот Си и Чарльз Бассетт (1966, январь)

28 февраля 1966 года четыре астронавта основного и дублирующего экипажей «Джемини-9» на двух реактивных учебных самолётах T-38 совершали перелёт из Хьюстона в Сент-Луис, штат Миссури, для проведения двухнедельной тренировки на тренажёрах сближения и стыковки космических кораблей в авиастроительной компании McDonnell Aircraft. Самолёт, который пилотировал Эллиот Си (второй пилот — Чарльз Бассетт), из-за плохой видимости при заходе на посадку врезался в крышу здания номер 101 корпорации McDonnell, расположенное в 300 м от взлётной полосы аэропорта Ламберта. Астронавты погибли моментально. Летевшие на другом самолёте члены дублирующего экипажа «Джемини-9» Томас Стаффорд и Юджин Сернан приземлились успешно. В здании, в которое врезался самолёт, находился собранный космический аппарат «Джемини-9», на котором астронавты готовились полететь в космос; он не пострадал. Эллиот Си и Чарльз Бассетт были похоронены на Арлингтонском национальном кладбище.
Расследование NASA, проходившее под руководством астронавта Алана Б. Шепарда, позже пришло к выводу, что основной причиной аварии стала ошибка пилота, вызванная плохой видимостью в условиях плохой погоды. В день полёта шёл дождь со снегом и над аэродромом стоял туман.
В июне 1966 года на корабле «Джемини-9А», вместо погибших Эллиота Си и Чарльза Бассетта, полетели их дублёры астронавты Томас Стаффорд и Юджин Сернан.

## Семья
30 сентября 1954 года Эллиот Си женился на Мэрилин Дж. Дэней. В семье Эллиота и Мэрилин было трое детей: Салли (род. 1956), Каролина (род. 1957) и Дэвид (род. 1962).

## Память
Имя Эллиота Си увековечено в скульптурной композиции «Павший астронавт» на Луне, в месте посадки экипажа космического корабля «Аполлон-15» на юго-восточной окраине Моря Дождей. Композиция установлена 1 августа 1971 года командиром «Аполлона-15» Дэвидом Скоттом.
В 1991 году имя Эллиота Си было увековечено на «Космическом зеркале» — Мемориале погибших астронавтов США, расположенном в Космическом центре имени Кеннеди, штат Флорида.

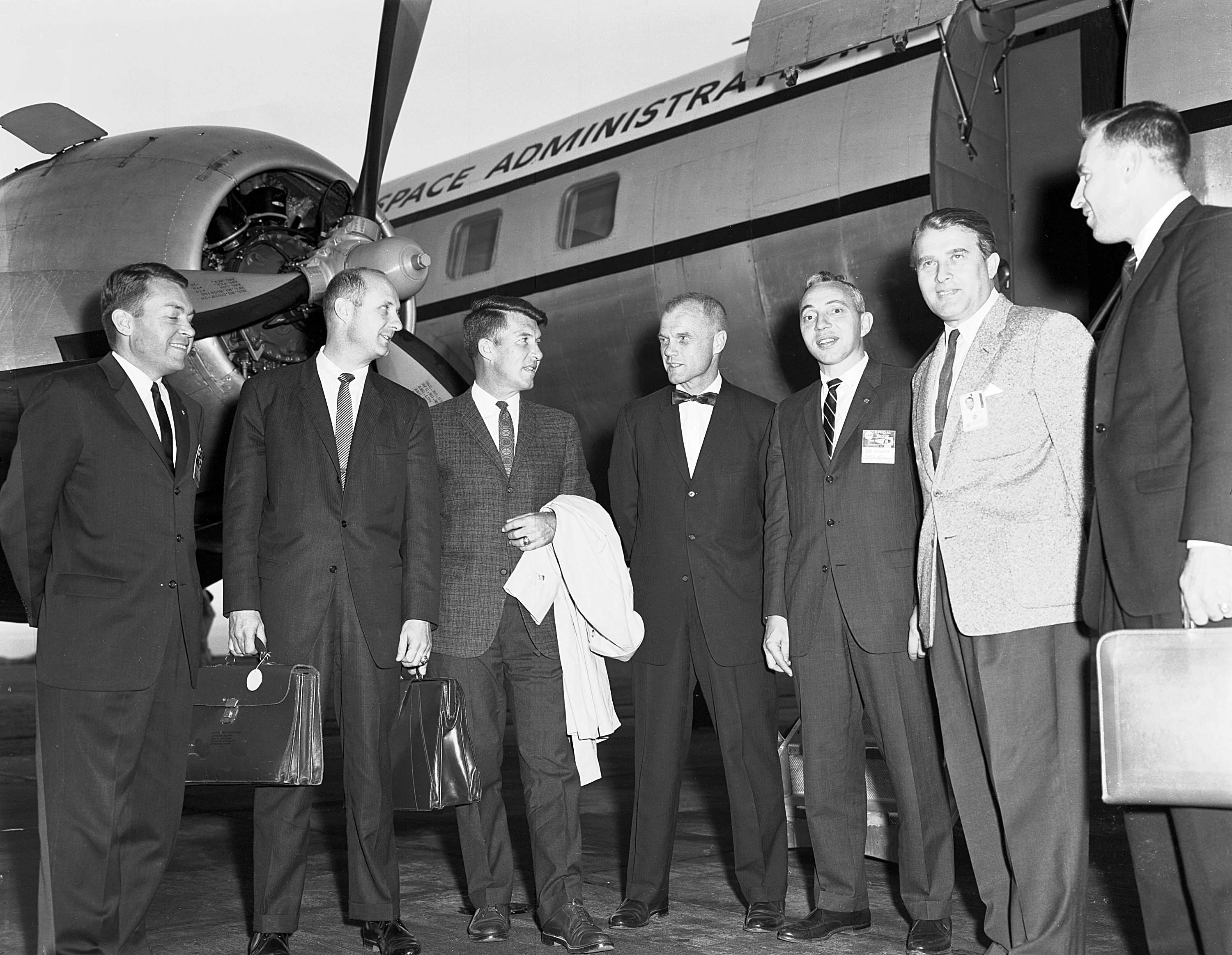
Э. Си (слева) с астронавтами и сотрудниками НАСА вместе с Вернером фон Брауном (второй справа) (сентябрь 1962)
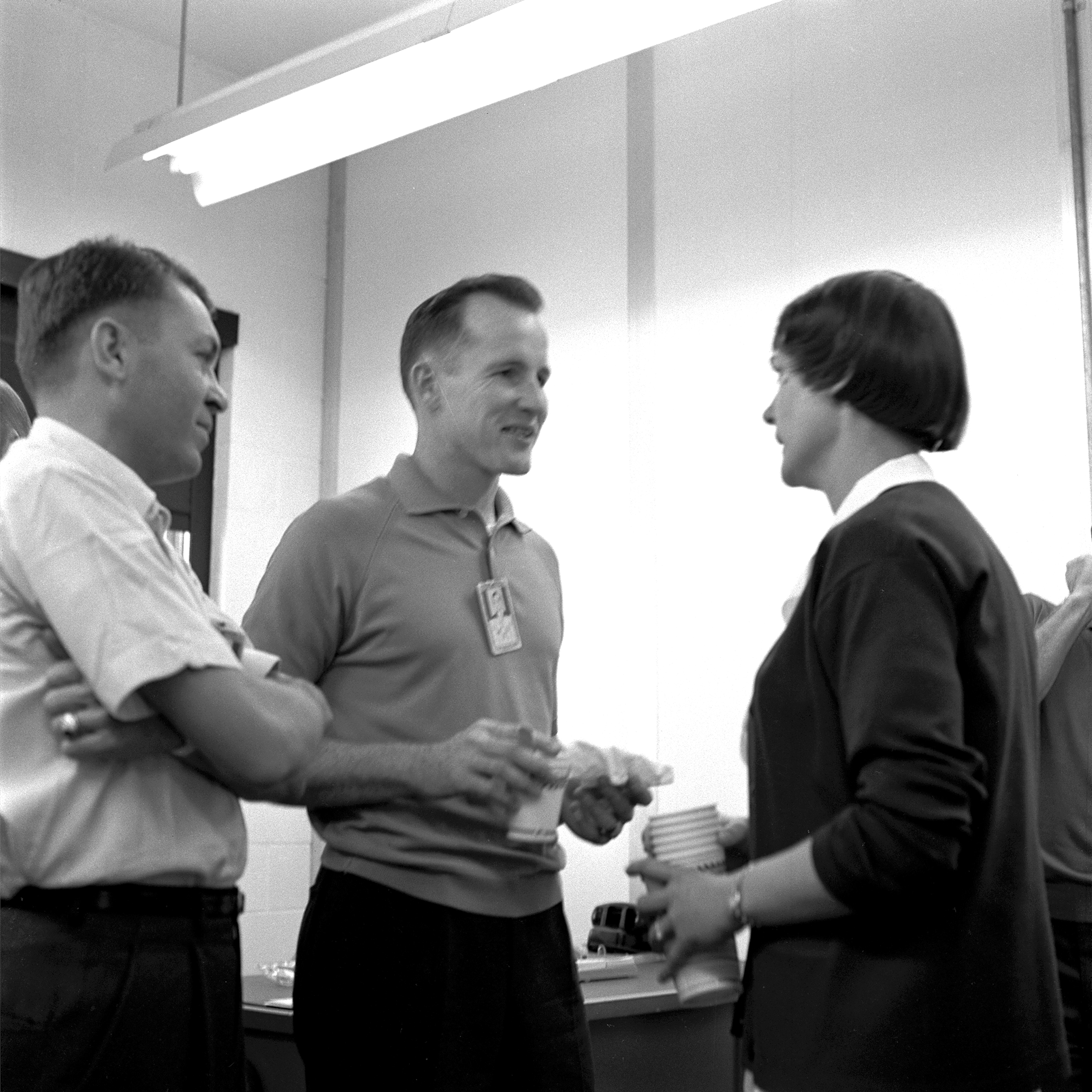
Э. Си (слева) и астронавт Эдвард Уайт беседуют с медсестрой (25 октября 1962)
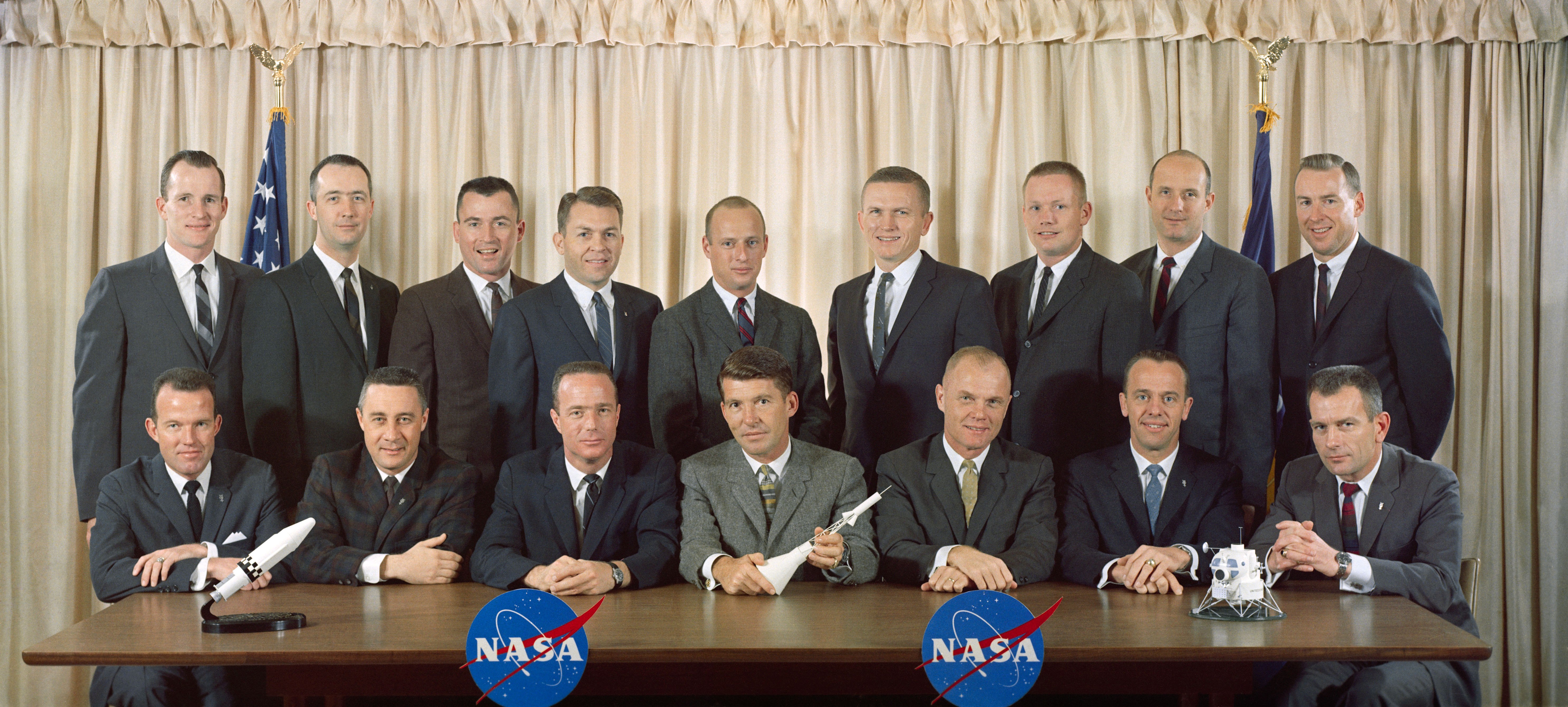
Группа астронавтов 1 и 2 наборов НАСА. Э. Си — во втором ряду четвёртый слева (19 февраля 1963)
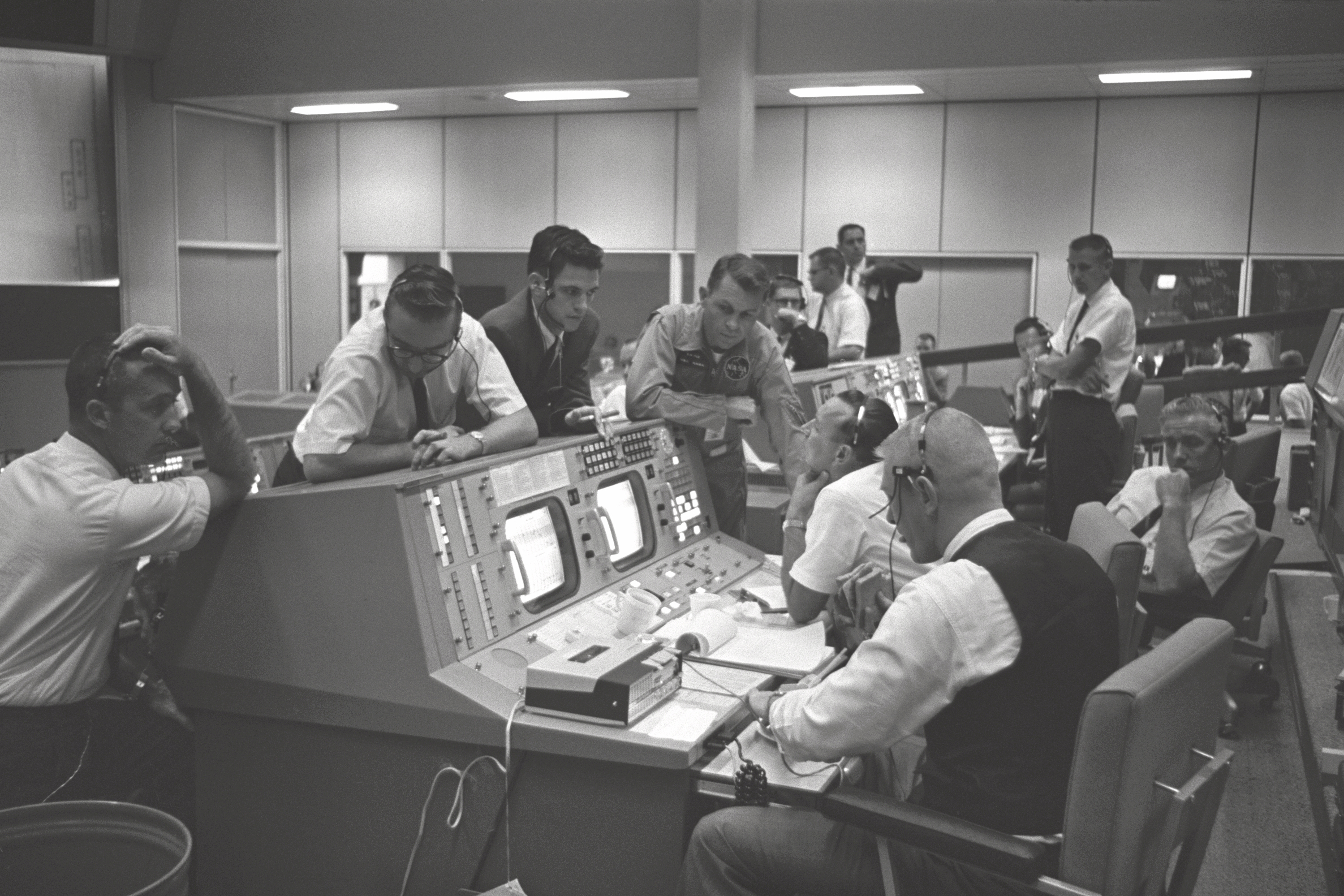
Э. Си (стоит в центре) в Центре управления полетами в Хьюстоне во время полета «Джемини-5» (21 августа 1965)